# Nakama Yukie
Nakama Yukie (仲間 由紀恵 (Trọng Gian Do Kỉ Huệ), sinh ngày 30 tháng 10 năm 1979) là một nữ diễn viên, cựu ca sĩ thần tượng Nhật Bản. Cô được quản lý bởi công ty Production Ogi.

## Lịch sử

### Tiểu sử

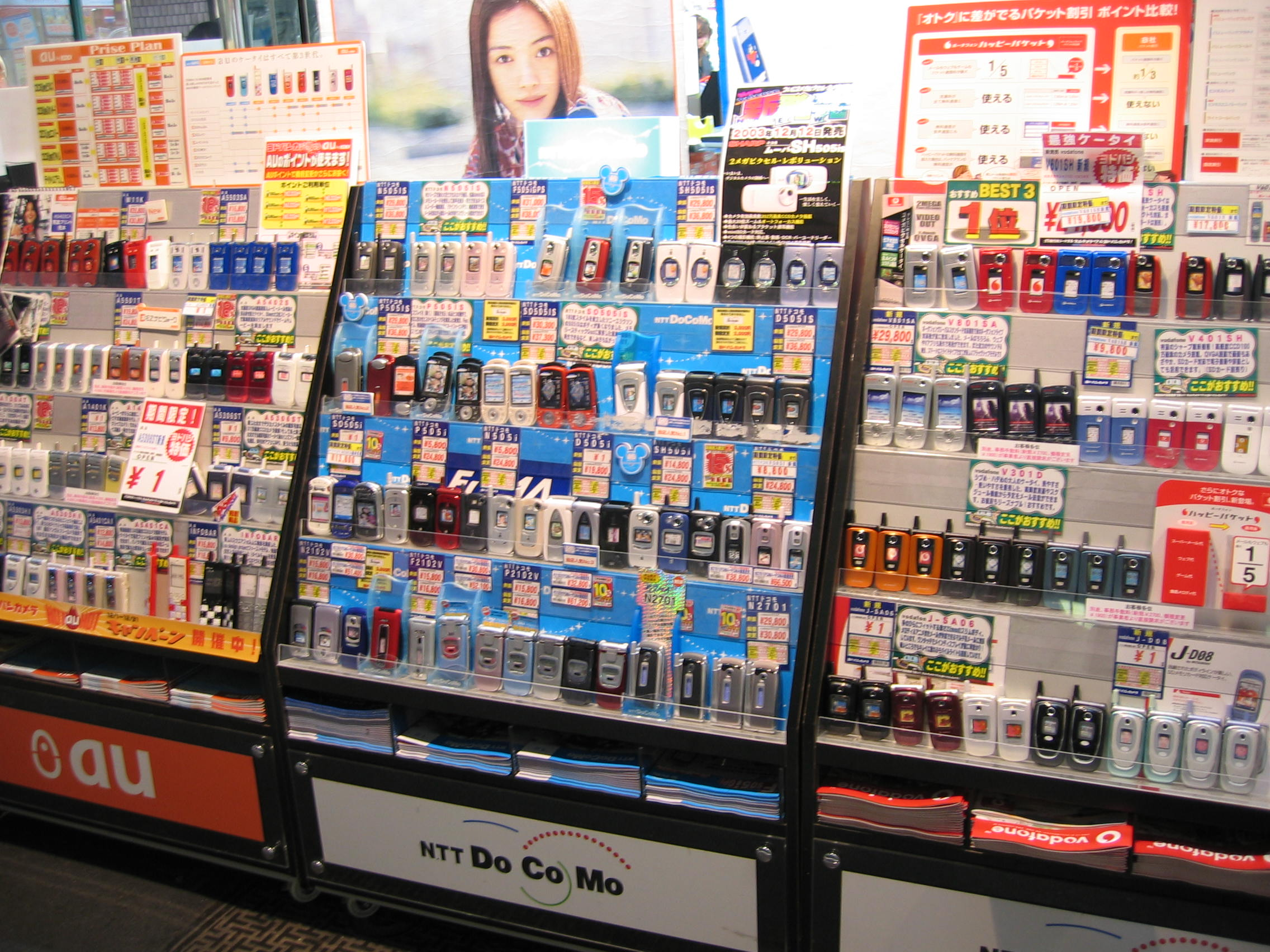
Nakama Yukie trên một tấm áp phích quảng cáo trong một gian hàng bán điện thoại di động

Nakama sinh ra ở Urasoe, Okinawa, Nhật Bản trong một gia đình ngư dân và là con út trong năm anh chị em.
Nakama khởi nghiệp với vai trò là thần tượng áo tắm và ca sĩ (cô phát hành đĩa đơn đầu tay "Moonlight to Daybreak" năm 1996) và tham gia một số vai phụ trong nhiều bộ phim truyền hình và phim điện ảnh. Tuy nhiên khả năng và sự nghiệp ca hát của Nakama không tốt và cô đã có quyết định khôn ngoan khi dốc sức cho bộ môn nghệ thuật thứ bảy. Năm 2000, vai diễn Sadako trong "Ring 0: Birthday" đã trở thành bước đột phá trong sự nghiệp của cô.
Cũng trong năm đó, Nakama đảm nhận vai chính trong phim hài Trick. Cô đã cho thấy khả năng diễn xuất rất tốt trong phim. Bộ phim sau đó trở nên rất nổi tiếng và được sản xuất thêm 2 phần (Trick 2 & Trick 3) cùng 3 phiên bản điện ảnh (Trick _ The Movie ). Nhưng phải đến vai diễn cô giáo Yankumi trong loạt phim Gokusen - được chuyển thể từ bộ manga nổi tiếng cùng tên - thì tên tuổi Nakama mới vươn cao thành một trong những nữ diễn viên nổi tiếng và là diễn viên bảo chứng tỷ suất khán giả của nền điện ảnh Nhật. Ngoài ra cô cũng được biết đến với vai diễn trong phim truyền hình Saki đóng cùng Shohei Miura.

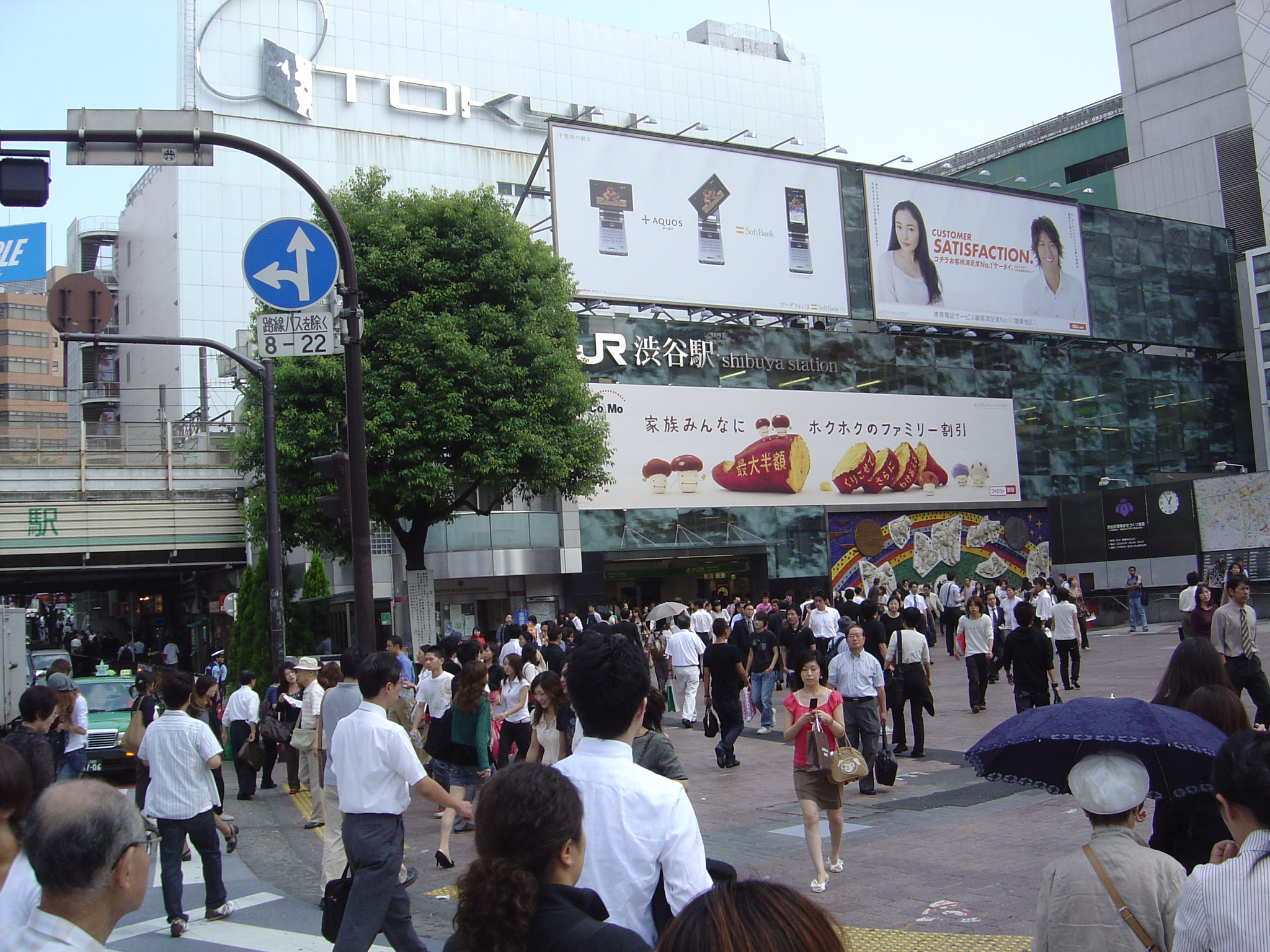
Nakama Yukie trên một tấm áp phích ở ga Shibuya, Tokyo, Nhật Bản

Nakama đại diện cho rất nhiều sản phẩm của các thương hiệu tên tuổi như Nissin Foods, Glico, Lotte, Asahi, Shiseido, au by KDDI,... Cô nằm trong số những gương mặt diễn viên được nhìn thấy nhiều nhất trên các bảng quảng cáo lớn và trên những phương tiện giao thông công cộng. Cô từng là người phát ngôn cho Cục Thuế Nhật Bản và Đường Sắt Nhật Bản (JR).

### Cuộc sống cá nhân
Nakama kết hôn với nam diễn viên Tanaka Tetsuhi vào ngày 18 tháng 9 năm 2014 sau 6 năm hẹn hò.

## Các phim đã đóng

### Phim truyền hình.
- Mō gaman Dekinai (1996)
- Itazura na Kiss (1996)
- Tomoko no Baai (1996)
- Mokuyō no Kaidan 15 (1997)
- Dangerous Angel x Death Hunter (1997) (Episode 4 guest star)
- Shiawase Iro Shashinkan (1997)
- Odoru Daisōsasen Saimatsu Tokubetsu Keikai (1997)
- Kamisama mō Sukoshi dake (1998)
- Hashire Kōmuin! (1998)
- Kimi to Ita Mirai no Tame ni: I'll be Back (1999)
- P.S. Genki desu, Shunpei (1999)
- Nisennen no Koi / Love 2000 (2000)
- Trick (2000)
- Face: Mishiranu Koibito (2001)
- Ashita ga Arusa (2001)
- Uso Koi (2001)
- Trick 2 (2002)
- Gokusen (2002)
- Night Hospital Byōki wa Nemuranai (2002)
- Musashi (2003)
- Gokusen Special Sayonara 3-nen D-gumi... Yankumi Namida no Sotsugyoshiki (2003)
- Kao (2003)
- Satoukibi Batake no Uta / Songs from the Canefield (2003)
- Trick 3 (2003)
- Ranpo R (2004) (Episode 3 guest star)
- Tokyo Wankei (2004)
- Otouto (2004)
- Gokusen 2 (2005)
- Haru to Natsu (2005)
- Trick TV Special (2005)
- NHK Taiga Drama "Kōmyō-ga-tsuji" (2006)
- Satomi Hakkenden (2006)
- Erai Tokoro ni Totsuide Shimatta! (2007)
- Himawari: Natsume Masako 27-nen no Shōgai to Haha no Ai (2007)
- Joshi Deka (2007)
- Gokusen 3 (2008)
- Arifureta Kiseki (2009)
- Mr. Brain (Episode 6 guest actress) (2009)
- Untouchable as Narumi Ryoko (TV Asahi, 2009)
- 99-nen no Ai: Japanese Americans (2010) Hiramatsu (Matsusawa) Shinobu
- Utsukushii Rinjin (2011)
- Tempest (2011)
- Renai Neet: Wasureta Koi no Hajimekata (2012)
- Ghost Mama Sosasen (2012)
- Saki (2013)
- Island's Teacher (2013)
- Jinsei ga Tokimeku Katazuke no Mahou (2013)[3]
- Hanako to Anne (2014)

### Phim điện ảnh
- Tomoko no Baai (1996)
- Love & Pop (1998)
- Martian Successor Nadesico: The Motion Picture – Prince of Darkness (1998) voice:Lapis Lazuli
- Gamera 3: Awakening of Irys (1999)
- Ring 0: Birthday (2000)
- Oboreru Sakana (2001)
- Love Song (2001)
- Trick Movie (2002)
- Ashita ga Arusa, The Movie (2002)
- G@me (2003)
- Shinobi: Heart Under Blade (2005)
- Trick 2 (2006)
- Oh! Oku (2006)
- Watashi wa Kai ni Naritai (2008)
- Gokusen the Movie (2009)
- Flowers (2010)
- Gekijoban Trick - Reinoryokusha Battle Royale (2010)
- The Tempest 3D - Female "Mazuru" or Male "Neion"  (2012) [4]
- Giovanni's Island (2014)[5]
- The Big Bee (2015)

### Anime
- Haunted Junction, sắc hát trình diễn "Kokoro ni watashi ga futari iru" & "Tremolo" (năm 1997)
- Hoàng Tử Bóng Đêm (Nadesico) (năm 1998)

### Trò chơi video
- Rockman X4, biểu diễn bài hát chủ đề "Makenai Eh ga kitto aru" & "Thêm Một cơ Hội nữa" (1997)

### Lồng tiếng
- Shining Time Station, DiDi the Drummer (1989-1995)

## Danh sách các đĩa hát

### Đĩa đơn
- "Moonlight to Daybreak" (1996)
- "True Love Story (Koi no Yō ni Bokutachi wa)" (トゥルー・ラブストーリー〜恋のように僕たちは〜?) (トゥルー・ラブストーリー〜恋のように僕たちは〜?) (1996) True Love Story theme song
- "Kokoro ni Watashi ga Futari iru/Tremolo" (心に私がふたりいる／トレモロ?) (心に私がふたりいる／トレモロ?) (1997)
- "Makenai Ai ga Kitto aru/One More Chance (負けない愛がきっとある/One More Chance?) (負けない愛がきっとある/One More Chance?) (1997) Mega Man X4 OP & ED and Don't Leave Me Alone, Daisy Ending Theme
- "Tōi Hi no Melody/Viola no Yume (遠い日のメロディー／ヴィオラの夢?) (遠い日のメロディー／ヴィオラの夢?) (1997) Haunted Junction
- "Aoi Tori/Hareta Hi to Nichiyōbi no Asa wa" (青い鳥／晴れた日と日曜日の朝は?) (青い鳥／晴れた日と日曜日の朝は?) (1998)
- "Birthday/I Feel You" (2000) Ring 0: Birthday image song
- "Aishiteru" (愛してる?) (愛してる?) (2001)
- "Koi no Download" (恋のダウンロード?) (恋のダウンロード?) (2006) [as Yukie with Downloads]

### Album
- Tōi Hi no Melody (遠い日のメロディー?) (遠い日のメロディー?) (1998)

## Các giải thưởng
Giải thưởng Viện Hàn lâm Nhật Bản (tác phẩm truyền hình):
- 14th Nikkan Sports Drama Grand Prix (Jan-Mar 2011): Diễn viên xuất sắc nhất phim Utsukushi Rinjin
- 57th Television Drama Academy Awards: Diễn viên xuất sắc nhất phim Gokusen 3
- 44th Television Drama Academy Awards: Diễn viên xuất sắc nhất phim Gokusen 2
- 42nd Television Drama Academy Awards: Giai phục trang xuất sắc nhất phim Tokyo Wankei
- 39th Television Drama Academy Awards: Diễn viên xuất sắc nhất phim Trick 3
- 37th Television Drama Academy Awards: Diễn viên xuất sắc nhất phim Kao
- 33rd Television Drama Academy Awards: Diễn viên xuất sắc nhất phim Gokusen
- CO-HOST: 56th NHK Kouhaku Uta-Gassen
- CAPTAIN: Red Team, 57th NHK Kouhaku Uta-Gassen.

Giải thưởng Viện Hàn lâm Nhật Bản(phim)
- 2009: Được đề cử Nữ diễn viên xuất sắc cho vai diễn trong Watashi wa Kai ni Naritai[6]